# IC 3220
IC 3220 је елиптична галаксија у сазвјежђу Дјевица која се налази на листи објеката дубоког неба у Индекс каталогу.
Деклинација објекта је + 10° 36' 4" а ректасцензија 12h 22m 21,7s. Привидна величина (магнитуда) објекта IC 3220 износи 14,8 а фотографска магнитуда 15,8. IC 3220 је још познат и под ознакама VCC 546, PGC 40074.